# Час суда
«Час суда» — судебное шоу, выходившее на РЕН ТВ c 12 января 2004 по 23 октября 2012 года. В роли судьи выступал адвокат Павел Астахов, получивший более широкую известность именно благодаря этой передаче.
В 2004 году шоу стало лауреатом Высшей юридической премии «Фемида» Московского клуба юристов в номинации «Право и средства массовой информации».

## О программе
В юридическом шоу «Час суда» рассматривались только гражданские дела, без адвокатов. В программе принимали участие: в роли судьи — адвокат, государственный деятель Павел Астахов; истец; ответчик; свидетели сторон; третьи лица. За выпуск рассматривалось по три дела. Авторами программы ставилась основная задача — ликвидировать правовую безграмотность у большинства населения страны.
По мнению Дмитрия Лесневского, бывшего в то время генеральным продюсером телеканала, успех программы заключался в том, что её вёл профессиональный юрист.
Все роли участников судебного процесса исполняли актёры, которые по сценарию для привлечения зрительского внимания порой могли кричать друг на друга или вступать в драки. Порядок в зале быстро восстанавливался приставом по приказу судьи.
По данным на 2007 год, в передаче было рассмотрено 2250 дел.
До 2009 года соведущими Павла Астахова в разное время являлись Михаил Барщевский и Татьяна Устинова.
Соведущий находился в помещении рядом с залом суда и комментировал для телезрителей рассматриваемые дела, часто приводя жизненные примеры, сходные с ситуациями, затронутыми в ходе судебного разбирательства.
Барщевский впоследствии так рассказывал о своём участии в этом проекте:

Моё имя потребовалось для раскрутки этого проекта. Изначально была такая договорённость. Сыграв роль ракетоносителя, я уступил место другим. Мне приятно, что из трёх аналогичных ТВ-проектов, выходящих нынче [в 2006 году] на разных каналах, «Час суда», несомненно, наиболее грамотная, профессиональная программа.

В конце передачи мелким шрифтом выводился список людей, обратившихся в «бесплатный юридический центр „Час суда“». Затем сообщалось:

Рассмотренные в телепрограмме дела основаны на материалах, присланных зрителями. Все имена и обстоятельства изменены с целью защиты неприкосновенности частной жизни граждан. Программа построена на юридических комментариях по спорам, вытекающим из гражданских правоотношений, которые носят рекомендательный характер и не являются преюдициальными. 
Успех «Часа суда» повлиял на создание подобных шоу на других российских телеканалах — «Первом канале», «России» и НТВ.

## «Дела семейные»
Дочерним проектом «Часа суда», запущенным по просьбам телезрителей канала РЕН ТВ в ноябре 2004 года, являлась программа «Час суда. Дела семейные».
В разное время передачу вели Елена Кутьина и Елена Дмитриева.
В начале 2007 года передача получила название «Дела семейные» и стала транслироваться на телеканале «Домашний», где выходила до 15 ноября 2012 года. С 4 февраля 2013 по 29 мая 2014 года на данном телеканале шли повторы.
С 13 октября 2015 года по 29 ноября 2019 года премьерные выпуски программы выходили на телеканале «Мир», получив подразделения на «Дела семейные. Битва за будущее» (ведущая Елена Дмитриева) и «Дела семейные. Новые истории» (ведущая Елена Кутьина).
Со 2 декабря 2019 года название программ изменилось на «Дела судебные», а Елену Дмитриеву сменила Алиса Турова.

## Хронология выпусков
- С 12 января по 30 апреля 2004 года программа выходит в эфир на канале РЕН ТВ в 13:00.[20]
- С 3 мая 2004 по 26 августа 2005 года — в 13:00 и 18:00.[21]
- 13 июня 2005 года с 12:00 до 19:00 в эфире блок «Час суда. Избранное».[22]
- С 29 августа по 23 сентября 2005 года — в эфире в 18:00.[23]
- С 26 сентября 2005 по 30 июня 2006 года — на РЕН ТВ в 10:50.[24]
- С 3 июля 2006 по 12 февраля 2010 года и с 12 июля 2010 по 12 августа 2011 года — в эфире РЕН ТВ в 11:00.[25][26]
- С 15 февраля по 9 июля 2010 года — в эфире РЕН ТВ в 11:00 и 15:00.[27]
- С 16 августа по 31 октября, с 21 ноября по 26 декабря 2011 года и с 23 января по 4 июня 2012 года программа находилась в сетке вещания в 8:30 (с 24 октября 2011 года выходила с перерывами и только по понедельникам, с 13 марта 2012 года — по понедельникам и вторникам).
- С 14 июня по 23 октября 2012 года программа выходит на РЕН ТВ с перерывами дважды в неделю: либо в понедельник и вторник в 8:30; либо во вторник в 7:30 и 8:30. В отдельных случаях трансляция переносилась на среду.
- С 1 по 20 ноября 2011 года, со 2 по 16 января 2012 года программы не было в эфире.

## Похожая передача
Похожая передача с другим музыкальным и графическим оформлением выходила на телеканале «Москва 24» с 1 октября 2005 по 14 августа 2018 года по понедельникам, средам и пятницам в 9:00, 17:30 и 19:30 с хронометражем 1 час под названием «Час суда. Дела судебные» (хронометраж происходил от названия программы - «Час суда. Дела судебные»). с повтором на телеканале «Москва. Доверие» по вторникам, четвергам и субботам в 9:45, 15:15 и 18:15 (повторы выходили с 1 октября 2013 по 4 ноября 2016 года). В отличие от оригинальной версии, в каждом выпуске рассматривалось 4 дела, а не 3 (одно дело рассматривалось 15 минут - 60:4=15), и в программе принимали участие: истец, ответчик, третье лицо и судья. Если-же в ходе судебного разбирательства нарушался порядок его проведения, слушание одного дела заканчивалось и начиналось слушание другого дела.